# Minderheitsregierung
Von einer Minderheitsregierung spricht man in parlamentarischen Systemen, wenn die Fraktionen, welche die Regierung tragen, keine eigene Mehrheit im Parlament haben.
Eine solche Regierung kann beispielsweise als geschäftsführende Übergangsregierung zustande kommen, oder nach einem konstruktiven Misstrauensvotum. Auch kann eine Minderheitsregierung gewählt werden, wenn Stimmen von Abgeordneten außerhalb der Regierungsfraktion bzw. -fraktionen gewonnen werden. Der Beschluss von Gesetzen erfordert dann für die Regierung ebenfalls die Suche nach Mehrheiten gemeinsam mit anderen im Parlament vertretenen Fraktionen (oder einzelnen Abgeordneten). Die regelmäßige Unterstützung der Minderheitsregierung durch Fraktionen, die – im Gegensatz zum Modell einer Koalition – nicht selbst an ihr beteiligt sind, wird als Tolerierung oder Duldung der Regierung durch diese Fraktionen bezeichnet. Eine solche Tolerierung wird meist im Vorfeld der Regierungsbildung mit den tolerierenden Fraktionen vereinbart, um eine gewisse Stabilität sicherzustellen.
Für die tolerierenden Fraktionen ergibt sich daraus faktisch ein Zwischenstatus zwischen Regierungs- und Oppositionsfraktion. Auch wenn sie personell nicht an der Regierung beteiligt sind, so ist diese doch genötigt, politische Vorhaben mit ihnen abzusprechen, um eine Zustimmung einer Mehrheit im Parlament zu sichern. Entziehen die tolerierenden Fraktionen der Regierung ihre Unterstützung, so kann dies für die Minderheitsregierung politische Handlungsunfähigkeit oder in manchen Systemen auch den Sturz (z. B. durch Misstrauensvotum) bedeuten. Durch dieses Abhängigkeitsverhältnis erlangen die tolerierenden Fraktionen einen nicht unerheblichen Einfluss auf die Regierungspolitik.
Diverse Studien zeigen, dass in parlamentarischen Demokratien etwa ein Drittel der Regierungen Minderheitsregierungen sind. Während Minderheitsregierungen in Mitteleuropa selten sind, sind sie in Skandinavien sowie in Kanada nicht ungewöhnlich. In Westminster-Systemen kommt es öfter zu Minderheitsregierungen, die sich auf Confidence and supply stützen. Die die Regierung tolerierenden Abgeordneten unterstützen die Exekutive dabei lediglich bei Vertrauens- und Haushaltsabstimmungen, behalten sich aber explizit vor, bei anderen Gesetzesvorlagen anders als die Regierung zu stimmen.
Eine der Minderheitsregierung ähnliche Situation kann sich ergeben, wenn Regierung und Parlament unabhängig voneinander gewählt werden. In Frankreich nennt man es Cohabitation, wenn der Präsident einer anderen Partei angehört als der Regierungschef. In den Vereinigten Staaten bezeichnet der Begriff Divided government eine Situation, in der die Partei des Präsidenten nicht die Mehrheit im Kongress hat.

## Minderheitsregierungen in der Praxis

### Australien
Bei der Parlamentswahl in Australien 2010 verlor die Labor-Partei ihre absolute Mehrheit. Sie konnte sich mit Unterstützung von drei unabhängigen und einem grünen Abgeordneten bis zur nächsten Wahl 2013 an der Macht halten, nach der sie in die Opposition ging.

### Dänemark
Dänemark gilt als das Land mit den meisten Minderheitsregierungen. Seit Ende des Zweiten Weltkriegs 1945 wurden 32 Regierungen gebildet. Lediglich vier waren mit einer eigenen Parlamentsmehrheit ausgestattet. 28 wurden nur von einer Minderheit getragen und waren auf die Unterstützung einer bzw. mehrerer Oppositionsparteien angewiesen. Diese Situation wird durch die dänische Verfassung begünstigt, die nur verlangt, dass die Regierung nicht gegen den erkennbaren Willen der Parlamentsmehrheit agiert. Zum Zweiten besitzt der Staatsminister das Recht, jederzeit Neuwahlen auszuschreiben, was aktiv genutzt wird, um skeptische Parteien mit schlechten Wahlprognosen zu Zustimmungen zu drängen. Zum Dritten ist es möglich und nicht unüblich, alle einzelnen Teile des Staatshaushalts (etwa Resortbudgets) vor der Schlussabstimmung über den Gesamthaushalt zu beschließen; in diesem Prozess treten u. U. wechselnde Unterstützungsparteien auf, die sich dabei profilieren können. Ergänzende nichtbudgetäre Verabredungen gehen mit ein. Die Schlussabstimmung über den Haushalt wird dann eher eine Formsache.
In den 1970er Jahren erschwerte die Aufsplitterung der Parteienlandschaft klare Mehrheiten. Von 2001 bis 2011 resultierten aus bürgerlich-rechten Mehrheiten keine Mehrheitsregierungen, weil die Rechtspopulisten als nicht ministrabel galten. Dänische Minderheitsregierungen verfügten in aller Regel über kalkulierbare Unterstützer unter den sonstigen Parlamentsfraktionen, dennoch waren insbesondere seit 1997 immer wieder Patchworkverabredungen mit verschiedenen zusätzlichen Parteien zu verschiedenen Teilen des Staatshaushalts notwendig.

### Deutschland
Die wenigen bewusst eingegangenen Minderheitsregierungen seit 1945 bestanden ausschließlich auf Landesebene und waren normalerweise von kurzer Dauer. Sie waren zumeist Ergebnis entweder eines Bruchs einer Koalition oder des Scheiterns der Bildung einer neuen Regierung nach einer Wahl. Minderheitsregierungen waren eine Ausnahme. Fast immer konnte eine stabile Koalitionsregierung oder Alleinregierung einer Partei gebildet werden. Erst seit den 1970er Jahren gab es wiederholt Minderheitsregierungen, die länger als einige Monate im Amt waren, allerdings bisher nie auf Bundesebene. Wegen des CDU/CSU-Wahlergebnisses von 41,5 % vom 22. September 2013 wurde eine Minderheitsregierung als Merkels Alternative in diversen Medien diskutiert, da dieser Stimmenanteil dazu führte, dass die CDU/CSU die Mandatsmehrheit mit 311 von 631 Bundestagsmandaten nur knapp verfehlt hatte.

#### Bundesebene
Viermal verfügte eine Bundesregierung für kurze Zeit nicht über die absolute Mehrheit im Bundestag.
Erstmals war dies vom 28. Oktober bis 1. Dezember 1966 der Fall, nachdem die Minister der FDP aus der schwarz-gelben Regierung zurückgetreten waren und damit nur noch die Union im Kabinett Ludwig Erhards vertreten war. Am 1. Dezember wurde diese Regierung durch eine Große Koalition abgelöst.
Das zweite Mal bestand eine Minderheitsregierung vom 17. Mai bis zum 22. September 1972 durch den Ausschluss von Günther Müller aus der SPD-Fraktion. Die rot-gelbe Regierung hatte damit keine Mehrheit mehr. Nachdem Bundeskanzler Willy Brandt die Vertrauensfrage gestellt und die Abstimmung erwartungsgemäß verloren hatte, löste Bundespräsident Gustav Heinemann den Bundestag auf. Die Bundestagswahl 1972 erbrachte dann eine klare Mehrheit für die rot-gelbe-Koalition.
Die dritte Minderheitsregierung bestand vom 17. September bis zum 1. Oktober 1982 und entstand durch den Rücktritt der Minister der FDP aus der rot-gelben Regierung. Das regierende Kabinett Helmut Schmidts bestand damit nur noch aus SPD-Mitgliedern. Mit der Wahl Helmut Kohls zum Bundeskanzler am 1. Oktober durch ein konstruktives Misstrauensvotum wurde diese kurzzeitige SPD-Minderheitsregierung durch eine Koalition aus Union und FDP abgelöst.
Vom 7. November 2024 bis zum 6. Mai 2025 bestand mit der rot-grünen Minderheitsregierung zum vierten Mal eine Minderheitsregierung. Diese entstand durch den Rücktritt der Minister der FDP aus der Ampelkoalition nach der Entlassung des Finanzministers und FDP-Vorsitzenden Christian Lindner durch Bundeskanzler Olaf Scholz.

#### Berlin
In Berlin bildete Richard von Weizsäcker nach der Abgeordnetenhauswahl von 1981, bei welcher die bisherige sozialliberale Koalition unter dem Regierenden Bürgermeister Hans-Jochen Vogel die Mehrheit verfehlte, die CDU aber auf Grund des guten Abschneidens der Alternativen Liste ebenfalls keine eigene Mehrheit erhielt, einen CDU-Minderheitssenat, der sich auf einige Abgeordnete der FDP-Fraktion stützte. Dieses Regierungsmodell hielt bis 1983, als die FDP auch offiziell in die Regierung eintrat.
Die seit 1991 aus CDU und SPD bestehende Koalition kündigte die SPD wegen der Bankenaffäre auf und wählte gemeinsam mit den Grünen und der PDS am 16. Juni 2001 als Nachfolger von Eberhard Diepgen (CDU) Klaus Wowereit zum neuen Regierenden Bürgermeister eines von der PDS tolerierten rot-grünen Minderheitssenats. Dieser wurde nach der Wahl zum Abgeordnetenhaus vom 21. Oktober 2001 und Bildung einer Rot-roten Koalition am 17. Januar 2002 vom Senat Wowereit II abgelöst.

#### Brandenburg
Im Februar 1994 zerbrach die Ampelkoalition unter Manfred Stolpe an der Frage seiner Stasikontakte zu seiner Zeit als Konsistorialpräsident der evangelischen Kirche in Brandenburg.
Das Bündnis 90 stieg aus der Regierung aus, so dass bis zur Landtagswahl im September 1994 eine von der PDS tolerierte sozialliberale Minderheitsregierung amtierte, die nach dem Gewinn der absoluten Mehrheit der SPD von einer reinen SPD-Regierung abgelöst wurde.

#### Hamburg
Bei der Bürgerschaftswahl am 6. Juni 1982 verlor die SPD die absolute Mehrheit. Ansonsten waren nur die CDU und die Grün-Alternative Liste (GAL) in der Bürgerschaft vertreten. Der bisherige SPD-Senat blieb im Amt. Nach der damaligen Hamburger Verfassung war die Amtszeit des Senats nicht an die Wahlperiode der Bürgerschaft gekoppelt und eine Neuwahl der Bürgerschaft führte nicht automatisch zur Neuwahl des Senats. Nachdem Verhandlungen zur Tolerierung des Senats durch die GAL gescheitert waren, löste sich die Bürgerschaft auf und die Wahl vom 19. Dezember 1982 brachte der SPD wieder die absolute Mehrheit. Nach der darauffolgenden Bürgerschaftswahl am 9. November 1986 wiederholte sich die Situation von 1982 fast. Erneut verlor die SPD die absolute Mehrheit in der Bürgerschaft, in der außer ihr nur CDU und GAL vertreten waren. Wieder wurden sich SPD und GAL nicht einig und die Bürgerschaft löste sich auf. Nach der Wahl vom 17. Mai 1987 wurde ein SPD/FDP-Senat gebildet.
Nach dem Verlust der absoluten CDU-Mehrheit bei der Bürgerschaftswahl in Hamburg 2008 bildete der Erste Bürgermeister Ole von Beust mit der Grün-Alternativen Liste (GAL) die erste schwarz-grüne Koalition auf Landesebene. Nachdem von Beust zurückgetreten und Christoph Ahlhaus am 25. August 2010 zu seinem Nachfolger gewählt worden war, beendete die GAL die Koalition am 28. November 2010. Ihre Senatoren und Staatsräte wurden daraufhin entlassen. Der Senat Ahlhaus regierte ohne eigene Mehrheit bis zur Wahl des Ersten Bürgermeisters Olaf Scholz (SPD) am 7. März 2011 in Folge der Bürgerschaftswahl am 20. Februar 2011, die eine absolute SPD-Mehrheit erbrachte.

#### Hessen
In Hessen blieb das Kabinett Börner II nach der Landtagswahl in Hessen 1982 geschäftsführend als Minderheitsregierung im Amt. Nachdem der Entwurf für einen Landeshaushalt 1983 gescheitert war, löste sich der Landtag auf. Bei der folgenden Landtagswahl in Hessen 1983 erreichte die SPD wieder keine Mehrheit. Holger Börner führte weiter eine von den Grünen tolerierte Minderheitsregierung, bis es 1985 zur ersten rot-grünen Koalition kam.
Nach der Landtagswahl in Hessen 2008 wurde die Bildung einer rot-grünen Minderheitsregierung unter Andrea Ypsilanti (SPD) mit Duldung der Linken erwogen. Eine von den Linken tolerierte Regierung wäre in Westdeutschland ein Novum gewesen und war in der Öffentlichkeit wie auch innerhalb der SPD heftig umstritten. Ypsilanti, die entsprechend der allgemeinen westdeutschen SPD-Linie vor der Wahl jegliche „Zusammenarbeit“ mit den Linken ausgeschlossen hatte, erklärte selbst, ihr Wahlversprechen nicht zu halten und setzte sich dem Vorwurf von „Wortbruch“ und „Wählerbetrug“ aus. Nachdem die SPD-Abgeordnete Dagmar Metzger einige Wochen nach der Wahl öffentlich erklärt hatte, ein solches Tolerierungsmodell nicht mittragen und Ypsilanti ihre Stimme nicht geben zu wollen, galt das Projekt zunächst als gescheitert, sollte am 4. November 2008 jedoch erneut angestrebt werden.
Am 3. November 2008, einen Tag vor der geplanten Wahl Ypsilantis zur Ministerpräsidentin, kündigten weitere drei Mitglieder der SPD-Landtagsfraktion (Jürgen Walter, Carmen Everts und Silke Tesch) an, bei der am 4. November 2008 geplanten Wahl ihre Stimme aus Gewissensgründen wegen der Beteiligung der Linkspartei nicht Ypsilanti geben zu wollen. Der SPD-Landtagsfraktion wollten sie jedoch weiterhin angehören. Ohne diese vier Abgeordneten hatte die ursprünglich geplante Regierung von SPD und Grünen mit Tolerierung durch die Linken keine Mehrheit im Landtag. Die geplante Abstimmung wurde deswegen abgesagt, der Versuch der Regierungsbildung war somit gescheitert. Der Landtag löste sich daraufhin selbst auf, es kam zu Neuwahlen am 18. Januar 2009, bei denen CDU und FDP eine Mehrheit erhielten.

#### Niedersachsen
Nachdem die CDU am 23. August 1950 die Landesregierung verlassen hatte, gehörten ihr nur noch SPD-Mitglieder und ein Mitglied des Zentrums an. Diese beiden Parteien hatten zusammen keine Mehrheit. Die Regierung blieb bis zur Landtagswahl am 6. Mai 1951 im Amt.
Nach dem Rücktritt des Ministerpräsidenten Alfred Kubel (SPD) wollten SPD und FDP, die zusammen 78 der 155 Sitze hatten, am 15. Januar 1976 Helmut Kasimier zum Ministerpräsidenten wählen und ihre Koalition fortsetzen. Dieser erhielt in geheimer Wahl im ersten Wahlgang aber nur 75 Stimmen gegenüber 77 für den CDU-Kandidaten Ernst Albrecht. Beim zweiten Wahlgang am folgenden Tag erhielt Kasimier sogar nur 74 Stimmen, Albrecht erhielt dagegen mit 78 Stimmen die absolute Mehrheit und war gewählt. Er konnte sein Amt aber zunächst nicht antreten, da die Verfassung vorschreibt, dass die Landesregierung als ganze der Bestätigung des Landtags bedarf, worüber nicht geheim abgestimmt wird. Da sich kein SPD- oder FDP-Abgeordneter dazu bekannte, Albrecht gewählt zu haben, konnte Albrecht in offener Abstimmung nicht auf eine Mehrheit hoffen. Die Verfassung sieht für den Fall, dass der Landtag nicht innerhalb von drei Wochen nach dem Rücktritt der alten Regierung eine neue Regierung bestätigte, vor, dass der Landtag dann über seine Auflösung abzustimmen hat und, falls sich der Landtag nicht auflöst, eine erneute Wahl des Ministerpräsidenten stattzufinden hat, bei der der Bewerber mit den meisten Stimmen gewählt ist, und die Regierung in diesem Fall keiner Zustimmung durch den Landtag bedarf. Albrecht ließ die Dreiwochenfrist verstreichen. Der Landtag löste sich nicht auf und es kam am 6. Februar zu einer erneuten Wahl des Ministerpräsidenten. Albrecht erhielt 79 Stimmen, sein neuer SPD-Gegenkandidat Karl Ravens 75 Stimmen. Albrecht bildete nun ein CDU-Minderheitskabinett. Am 19. Januar 1977 wurden zwei FDP-Minister in die Regierung aufgenommen, die damit eine Mehrheit hinter sich hatte.
Nach der Landtagswahl 1986 bildeten CDU und FDP eine Koalition, die im Landtag nur einen Sitz Mehrheit hatte. Diese Mehrheit ging verloren, als der Abgeordnete Kurt Vajen am 2. September 1989 aus der CDU-Fraktion ausgeschlossen wurde. Die Landesregierung blieb bis zum Ende der Wahlperiode im Juni 1990 im Amt.
Bei der Landtagswahl 2013 erhielten SPD und Bündnis 90/Die Grünen 69 Mandate gegenüber 68 Mandaten für CDU und FDP, so dass Stephan Weil (SPD) neuer Ministerpräsident wurde. Durch den Fraktionswechsel der bisherigen Grünen-Abgeordneten Elke Twesten zur CDU am 4. August 2017 verlor Rot-Grün seine Mehrheit. Infolgedessen wurden die Landtagswahlen von Frühjahr 2018 in den Oktober 2017 vorgezogen, welche die SPD für sich entscheiden konnte. Nach der Wahl kam es zur Bildung einer Rot-schwarzen Koalition.

#### Nordrhein-Westfalen
Nach der Landtagswahl vom 18. Juni 1950 wurde Karl Arnold am 27. Juli erneut zum Ministerpräsidenten gewählt, ohne dass bis dahin eine Koalitionsvereinbarung zustande gekommen war. Arnold ernannte am 1. August ein nur aus CDU-Ministern bestehendes Minderheitskabinett. Am 15. September 1950 wurden zwei Minister des Zentrums in die Landesregierung aufgenommen. CDU und Zentrum besaßen eine absolute Mehrheit mit 109 der 215 Sitze.

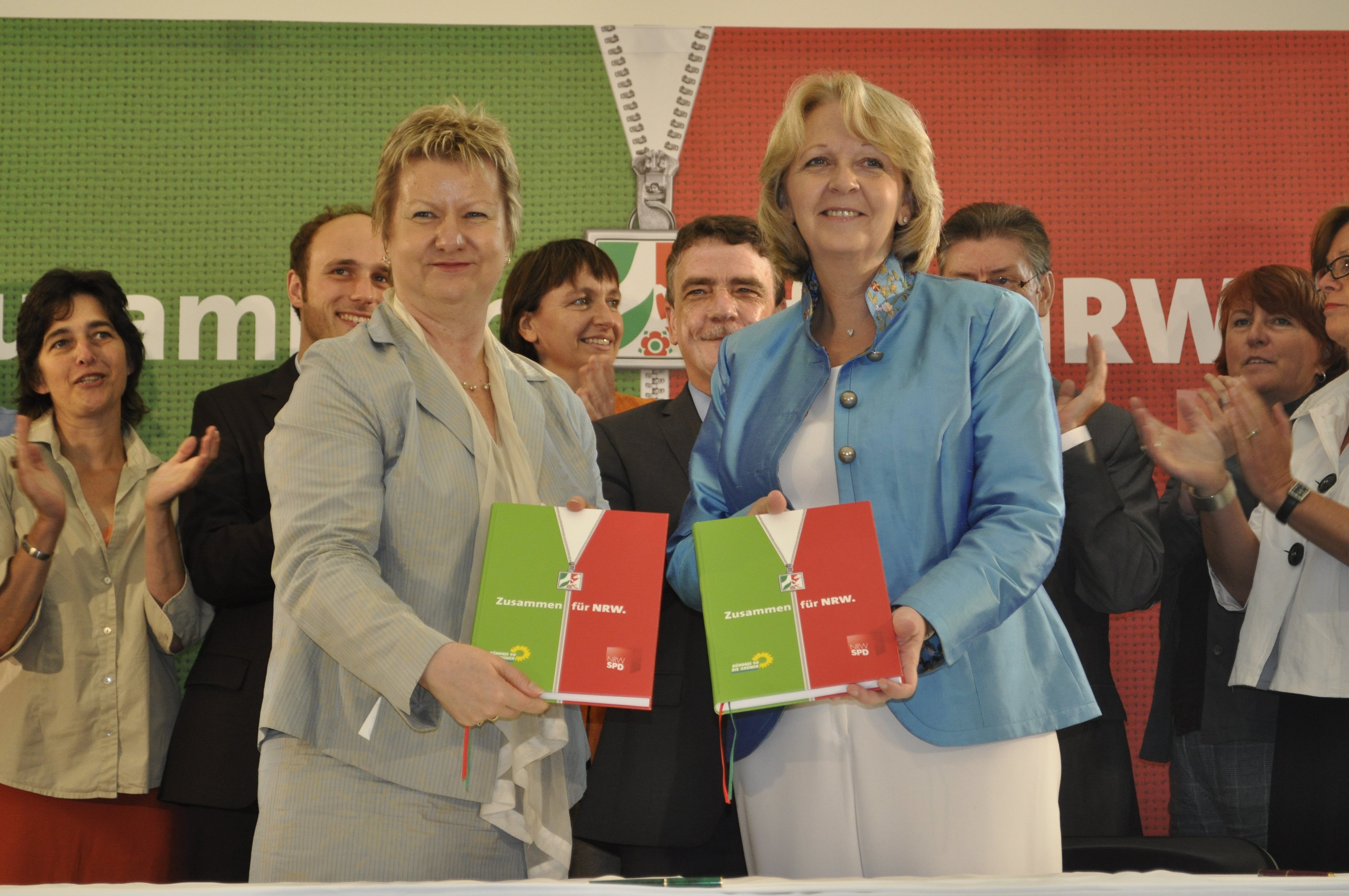
Hannelore Kraft (r.) und Sylvia Löhrmann (l.) bei der Unterzeichnung des rot-grünen Koalitionsvertrags am 12. Juli 2010.

Bei der Landtagswahl am 9. Mai 2010 verlor die seit 2005 amtierende Regierungskoalition aus CDU und FDP unter Ministerpräsident Jürgen Rüttgers ihre bisherige Mehrheit und kam auf insgesamt 80 der 181 Landtagsmandate. SPD und Bündnis 90/Die Grünen verfehlten mit 90 Mandaten die absolute Mehrheit um ein Mandat und bildeten schließlich eine Minderheitsregierung unter Hannelore Kraft, die am 14. Juli zur Ministerpräsidentin gewählt wurde. Als ihr Entwurf für das Haushaltsgesetz 2012 am 14. März 2012 im Landtag keine Mehrheit fand, beschloss der Landtag noch am selben Tag seine Auflösung. Die Neuwahl brachte SPD und Grünen eine klare Mehrheit.

#### Saarland
Bei der Landtagswahl im Jahr 1975 erhielten sowohl die CDU auf der einen Seite wie auch SPD und FDP auf der anderen Seite jeweils 25 Mandate, so dass im saarländischen Landtag ein Patt vorlag. Da die FDP auf der Bundesebene eine Koalition mit der SPD bildete, verweigerte sie sich vorerst, in eine Koalition mit der CDU einzutreten. Ministerpräsident Franz-Josef Röder regierte daher bis 1977 mit einer Minderheitsregierung der CDU, bis die FDP in eine CDU-FDP-Koalition einwilligte.
Nach der Auflösung der Regierungskoalition im Januar 2012 bestand eine CDU-Minderheitsregierung unter Annegret Kramp-Karrenbauer, die nach den Landtagswahlen vom 25. März 2012 durch eine schwarz-rote Koalition abgelöst wurde.

#### Sachsen

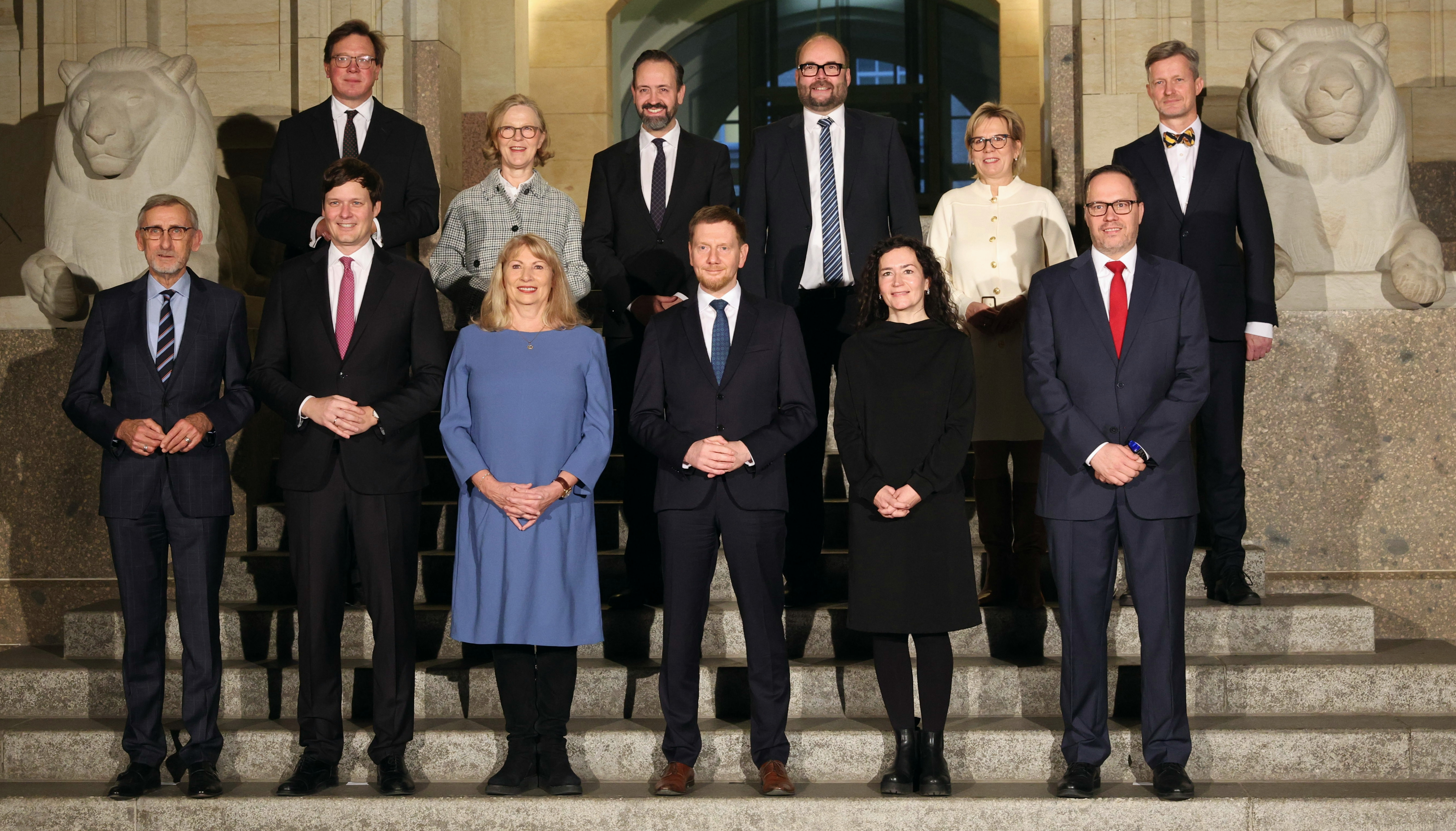
Sächsischer Ministerpräsident Michael Kretschmer (m.) mit seinen Ministern und Ministerinnen im Kabinett Kretschmer III am 19. Dezember 2024.

Nach der Landtagswahl in Sachsen 2024 bildete Ministerpräsident Michael Kretschmer (CDU) gemeinsam mit der SPD eine Minderheitsregierung (Kabinett Kretschmer III).

#### Sachsen-Anhalt
Die bekannteste Minderheitsregierung bildete Reinhard Höppner in Sachsen-Anhalt. Bei der Landtagswahl 1994 verfehlte die CDU-FDP-Koalition unter Christoph Bergner ihre bisherige Mehrheit, für Rot-Grün als solches reichte es ebenfalls nicht. Höppner bildete daraufhin eine von der PDS gestützte rot-grüne Minderheitsregierung.
Nachdem die Grünen nach der Landtagswahl 1998 nicht mehr im Landtag vertreten waren, bildete Höppner eine reine SPD-Minderheitsregierung, die bis zur Wahl 2002 im Amt blieb, nach der Wolfgang Böhmer (CDU) eine CDU-FDP-Koalition bilden konnte. Die Regierungszeit Höppners ging als Magdeburger Modell in die Geschichte ein.

#### Schleswig-Holstein
In Schleswig-Holstein gab es zwei Versuche, eine Minderheitsregierung zu bilden.
1987
Bei der Landtagswahl am 13. September 1987 verlor die CDU unter Uwe Barschel die absolute Mehrheit und erreichte zusammen mit der FDP 37 der 74 Landtagsmandate. Die SPD unter Björn Engholm erlangte 36 Mandate, so dass entscheidend war, wie sich der Abgeordnete des von der Fünfprozenthürde befreiten SSW verhalten würde. Die Gespräche zogen sich in die Länge und wurden zudem von der Barschel-Affäre überschattet, in deren Folge es letztendlich zu Neuwahlen am 8. Mai 1988 kam, bei der die SPD die absolute Mehrheit erzielte.
2005
Bei der Landtagswahl vom 20. Februar 2005 verfehlte die rot-grüne Landesregierung unter Heide Simonis ihre bisherige Mehrheit und erhielt nur 33 der 69 Mandate. Da CDU und FDP auch nur 34 Mandate erhielten, war es, wie 1987/88, entscheidend, wie die beiden SSW-Abgeordneten abstimmen würden.
Nachdem SPD und Grüne einen Koalitionsvertrag abgeschlossen und mit dem SSW einen Kooperationsvertrag vereinbart hatten, sollte die sogenannte Dänenampel als Minderheitsregierung amtieren. Diese Minderheitsregierung scheiterte jedoch bereits am 17. März 2005, als Heide Simonis bei ihrer Wiederwahl als Ministerpräsidentin in vier Wahlgängen nicht die erforderliche Mehrheit auf sich vereinen konnte.
Seitdem regierte bis 2009 eine große Koalition unter Peter Harry Carstensen (siehe auch: Wahl des Ministerpräsidenten von Schleswig-Holstein 2005).

#### Thüringen

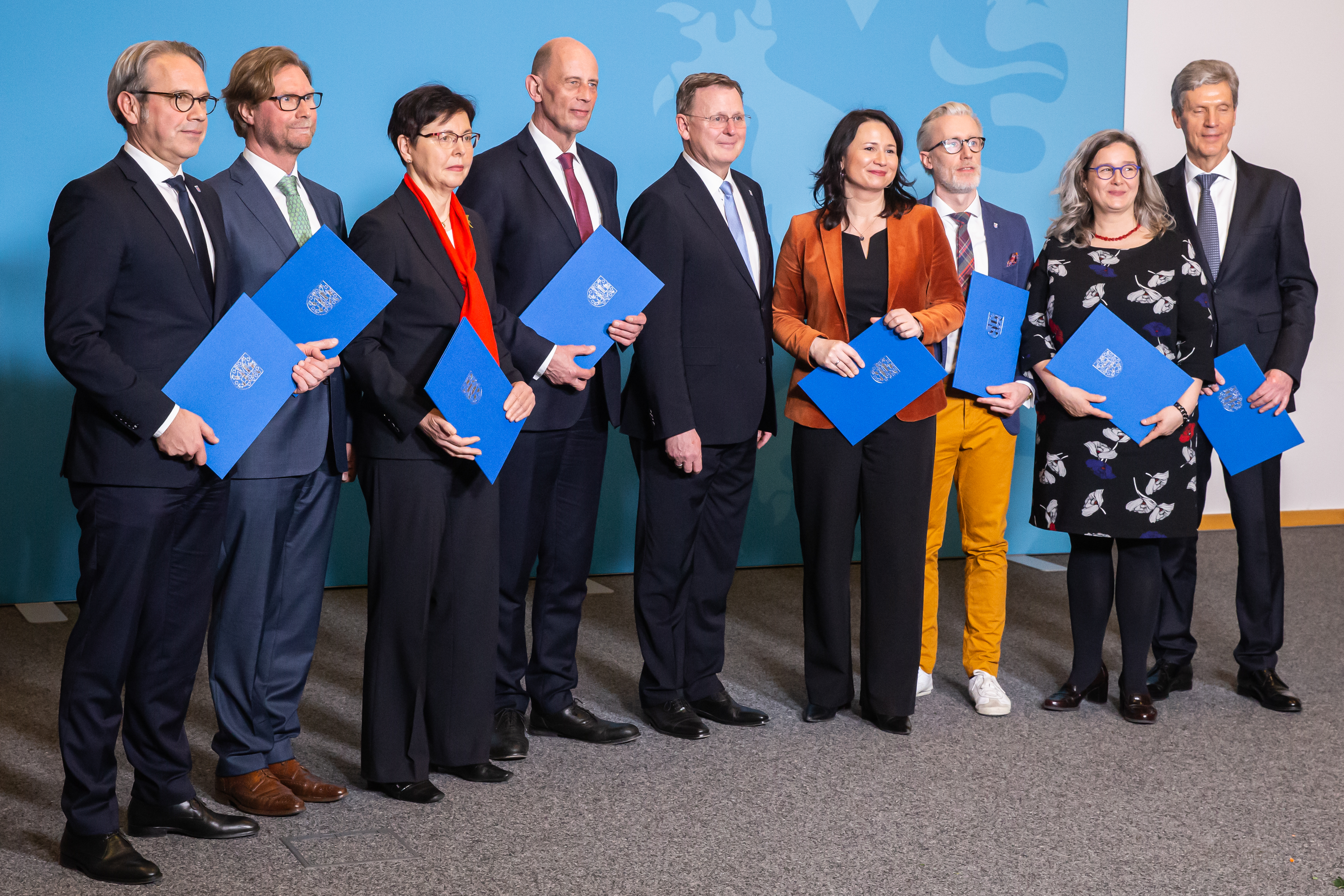
Thüringer Ministerpräsident Bodo Ramelow (m.) mit seinen Ministern und Ministerinnen im Kabinett Ramelow II am 4. März 2020.

Nach der Landtagswahl in Thüringen 2019 gab es keine klaren Mehrheitsverhältnisse im Landtag von Thüringen. Es reichte weder für eine Fortsetzung der rot-rot-grünen Regierung Ramelow noch für eine Koalition aus CDU, SPD, B’90/Grüne und FDP. Daraufhin wurde versucht, eine neue rot-rot-grüne Regierung – diesmal als Minderheitsregierung – zu installieren, welche unter anderem bereits einen Koalitionsvertrag ausgearbeitet hatte. Das Vorhaben scheiterte, da am 5. Februar 2020 im dritten Wahlgang nicht Bodo Ramelow wie geplant mit relativer Mehrheit zum Ministerpräsidenten gewählt wurde, sondern Thomas Kemmerich von der FDP – mithilfe der AfD und CDU. Dieser Wahl schloss sich die Regierungskrise in Thüringen 2020 an, welche am 4. März 2020 durch die Wiederholung der Ministerpräsidentenwahl und der Wahl Bodo Ramelows im dritten Wahlgang beendet wurde. Infolgedessen wurde das rot-rot-grüne Kabinett Ramelow II gebildet.

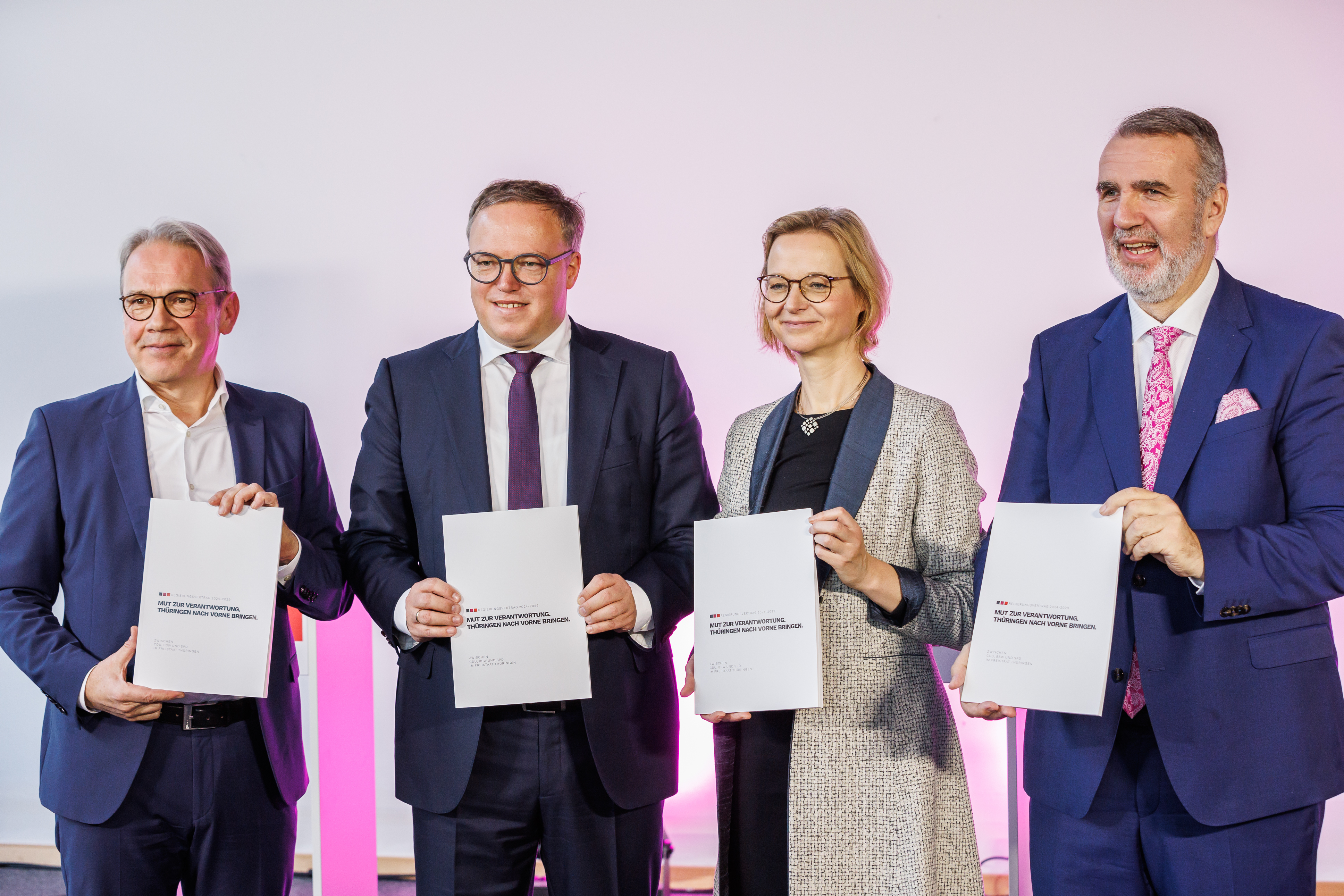
Georg Maier (SPD), Mario Voigt (CDU), Katja Wolf (BSW) und Steffen Schütz (BSW) präsentieren den Regierungsvertrag am 22. November 2024.

Auch nach der Landtagswahl 2024 gab es in Thüringen keine klaren Mehrheitsverhältnisse. Daraufhin bildete die CDU unter Kabinett Voigt mit BSW und SPD die erste Brombeer-Koalition in Deutschland. Diese verfügt über genau die Hälfte der Sitze im Thüringer Landtag, also wie die Vorgängerregierung ebenfalls nicht über eine Mehrheit. Bei der Wahl zum Ministerpräsidenten am 12. Dezember 2024 erhielt Mario Voigt (CDU) Unterstützung aus der Opposition und wurde mit 51 Stimmen im ersten Wahlgang gewählt.

### Irland
In Irland kommen Minderheitsregierungen häufig vor. Üblicherweise sichern sie sich die regelmäßige Unterstützung parteiloser Abgeordneter.

### Niederlande
In den Niederlanden waren Minderheitsregierungen selten und ergaben sich normalerweise aus einem Koalitionsbruch als kurze Übergangslösung. Erstmals nach den Parlamentswahlen 2010 entschied eine Mehrheit der Rechten sich bewusst für eine Minderheitsregierung. Nachdem sich die Regierungsparteien und die sie tolerierende PVV sich nicht auf Sparmaßnahmen einigen konnten, trat die Regierung im April 2012 zurück.

### Norwegen
In Norwegen ist eine Minderheitsregierung der Normalfall. Seit 1971 gab es nur von 1983 bis 1985, von 2005 bis 2013 und von 2019 bis 2020 Regierungen, die im Parlament über eine absolute Mehrheit verfügten.

### Österreich
Seit 1945 war nur eine einzige österreichische Bundesregierung eine Minderheitsregierung: Bei der Nationalratswahl im März 1970 erreichte die SPÖ 81, die ÖVP 78 und die FPÖ 6 von insgesamt 165 Mandaten.
SPÖ-Obmann Bruno Kreisky führte daraufhin die Koalitionsverhandlungen mit der ÖVP, welchen nachgesagt wird, dass sie eigentlich nur zum Schein geführt wurden und Kreisky insgeheim schon mit einer Minderheitsregierung durch Unterstützung der FPÖ rechnete. So verstand er es, den Wählern und seinen eigenen Parteigenossen glaubhaft zu übermitteln, dass die ÖVP schuld sei am Scheitern der Koalitionsverhandlungen, da sie sich gegen eine Kürzung des Wehrdienstes sträubte – was ein zentrales Wahlkampfthema der SPÖ war. Dadurch stieß der Gedanke einer Minderheitsregierung bei der Bevölkerung auf eine breitere Akzeptanz. Weiters machte Kreisky einen Vorschlag zur Zusammensetzung der Parlamentsausschüsse, in dem die ÖVP weniger Sitze hatte als die SPÖ und dadurch keine Mehrheit mit der FPÖ finden konnte. SPÖ und FPÖ hatten jedoch eine Mehrheit und nahmen daraufhin diesen Vorschlag im Plenum an. Es gab eine Aufforderung Kreiskys an die FPÖ, doch ein Stück des Weges gemeinsam zu gehen.
Obwohl sich die FPÖ unter Obmann Friedrich Peter vor der Wahl festgelegt hatte „Kein roter Bundeskanzler“, unterstützte sie die SPÖ-Minderheitsregierung aufgrund der Zusage der längst diskutierten Reform des Nationalratswahlrechtes. Diese Reform brachte in erster Linie Verbesserungen für die kleinen Parteien, da die Zugangshürde zum Parlament durch eine Erhöhung der Mandate von 165 auf 183 und eine Verringerung der Zahl der Wahlkreise gesenkt wurde. Außerdem wurde durch die Einführung des Hare’schen Systems die Stimmenanzahl, die ein Mandat kostete, angeglichen, und damit die Begünstigungen der Großparteien beseitigt.
Als sich SPÖ und FPÖ auch auf ein Budget einigen konnten, stand einer SPÖ-Minderheitsregierung nichts mehr im Weg und am 21. April 1970 ernannte Bundespräsident Franz Jonas mit dem Kabinett Kreisky I die erste, und bisher einzige, Minderheitsregierung Österreichs.
Kreisky setzte seine Regierung so zusammen, dass für alle Wählergruppen Sympathieträger vorhanden waren. Ein parteiloser, katholischer Außenminister (Rudolf Kirchschläger), eine Frau an der Spitze des neu gegründeten Wissenschaftsministeriums (Hertha Firnberg), ein junger Finanzminister (Hannes Androsch) und nicht zuletzt vier Minister mit NS-Vergangenheit für die national gesinnte Wählerschaft (Otto Rösch (Innenminister), Erwin Frühbauer (Verkehrsminister), Josef Moser (Bautenminister), Johann Öllinger (Landwirtschaftsminister))
Die günstige Budgetsituation, die die Vorgängerregierungen mitgeschaffen hatten (Budgetnettodefizit 1970: 0,6 % BIP), kam der Regierung Kreisky I sehr zugute. Die wichtigsten Reformen in der 18 Monate dauernden Legislaturperiode waren die Abschaffung der Autosondersteuer, Erhöhung der Witwenpension um 10 % und die Verkürzung der Wehrdienstzeit auf sechs Monate und 60 Tage Waffenübungen. Als die Umfragewerte günstig waren, setzten SPÖ und FPÖ den 10. Oktober 1971 als Wahltag für Neuwahlen fest. Die SPÖ erreichte damals mit 50,03 % die absolute Mehrheit an Stimmen und Mandaten und regierte weitere 12 Jahre alleine unter Bundeskanzler Kreisky.
2019 wurde nach dem Zurücktreten aller FPÖ-Ministerinnen und -Minister der ÖVP-FPÖ Koalition eine Minderheitsregierung durch den ÖVP-Kanzler Kurz für die Übergangszeit bis zu der angekündigten Neuwahl aufgestellt, welcher jedoch nach einer Woche das Misstrauen durch den Nationalrat ausgesprochen wurde.

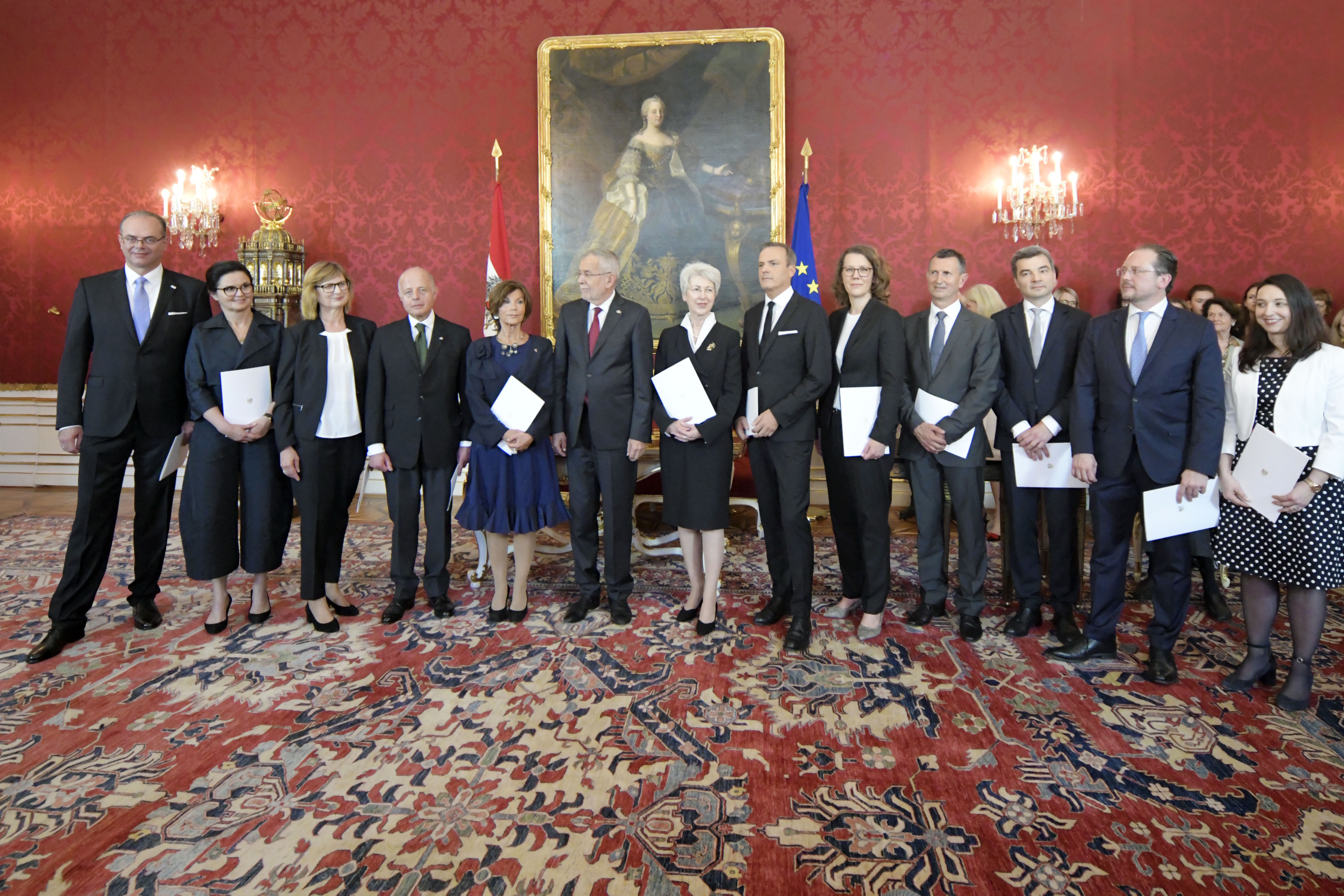
Die Bundesregierung Bierlein bei der Angelobung am 3. Juni 2019.

Verhältnisse, welche in der österreichischen Öffentlichkeit als „freies Spiel der Kräfte im Parlament“ bezeichnet werden, wie z. B. 2017 oder 2019 nach Ankündigung von Neuwahlen, beschreiben nicht eine Regierung und deren Stimmenstärke im Nationalrat, obwohl einer Minderheitsregierung solche Parlamentsverhältnisse im Hinblick auf die parlamentarische Dynamik zu Grunde liegen.  Gleiches kann somit auch bei parteilosen Regierungen (wie 2019 der sogenannten „Expertenregierung“ von Kanzlerin Bierlein), konkordanzdemokratischen Konzentrationsregierung (wie in der Schweiz üblich) und theoretisch bei regierungslosen Zuständen der Fall sein.

### Osttimor
Marí Bin Amude Alkatiri wurde am 15. September 2017 zum Premierminister vereidigt. Alkatiris FRETILIN hatte am 13. September mit der Partido Democrático (PD) einen Koalitionsvertrag geschlossen. Das Bündnis verfügte nur über 30 der 65 Sitze im am 22. Juli gewählten Parlament. Der ursprünglich geplante dritte Koalitionspartner KHUNTO unterschrieb den Vertrag aufgrund von internen Streitigkeiten im letzten Moment nicht. Vor der Wahl wurde Osttimor von einer Allparteienregierung geführt.
In den folgenden Monaten kam es zur Konfrontation zwischen Regierung und der Parlamentsmehrheit. Nachdem die Regierung keine Vorhaben mehr durchsetzen konnte, beschloss Staatspräsident Francisco Guterres am 26. Januar 2018 die Auflösung des Parlaments. Die vorgezogenen Neuwahlen 2018 führten zum Regierungswechsel.

### Portugal
In Portugal kommen Minderheitsregierungen oft vor, meist gebildet von der sozialistischen Partei PS. Regierungen ohne parlamentarische Mehrheit amtierten von 1976 bis 1979, von 1985 bis 1987, von 1995 bis 2002 und von 2009 bis 2011. Auch das ab 2015 amtierende Kabinett Costa I war eine Minderheitsregierung.

### Schweden
In Schweden sind Minderheitsregierungen der Normalfall. Seit 1970 das Einkammersystem eingeführt wurde, gab es lediglich von 1976 bis 1978, von 1979 bis 1981 und zuletzt von 2006 bis 2010 Regierungen mit absoluter Mehrheit, in allen drei Fällen waren es bürgerliche Koalitionsregierungen.

### Schweiz
In der Analyse der Koalitionstypen der Kantonsregierungen der 1980er und 1990er wurden 4 Regierungen ohne Parlamentsmehrheit erwähnt: Bern 1986 bis 1990, Neuenburg 1989 bis 1993, Waadt 1996 bis 1998 und Genf 1997 bis 2000.

### Slowakei
Die Slowakei wurde ebenfalls einige Zeit von Minderheitsregierungen regiert, häufig nachdem eine einst von einer Mehrheit getragene Koalitionsregierung zerbrochen war:
So verlor der amtierende Ministerpräsident Vladimír Mečiar durch den Austritt von Abgeordneten aus seiner Partei seine Mehrheit im Nationalrat und wurde im März 1994 abberufen. Die daraufhin gebildete Übergangsregierung unter Jozef Moravčík führte das Land zu vorgezogenen Neuwahlen, die wiederum Mečiar zurück an die Macht brachten.
Die nach den Parlamentswahlen 2002 gebildete, aus vier bürgerlichen Parteien bestehende zweite Regierung von Mikuláš Dzurinda verlor im August 2005 durch das Ausscheiden der Partei ANO aufgrund einer Korruptionsaffäre um den Vorsitzenden Pavol Rusko zwar nominell ihre parteipolitische Mehrheit im Parlament, konnte sich jedoch anfangs noch auf die Unterstützung einer Mehrheit von unabhängigen Abgeordneten stützen. Nachdem jedoch auch die Partei KDH im Februar 2006 ihre Minister aus der Regierung zurückzog, einigten sich die Parteien wiederum auf vorgezogene Neuwahlen, wobei die Regierung bis dahin kommissarisch im Amt blieb.
Ebenso regierte Premierministerin Iveta Radičová vom 4. Oktober 2011 bis zum 4. April 2012 in einer kommissarischen Minderheitsregierung, nachdem ihr der bisherige Koalitionspartner SaS bei einer Vertrauensabstimmung die Gefolgschaft aufgekündigt hatte. Die Regierung wurde in dieser Zeit bis zu den vereinbarten vorgezogenen Neuwahlen von Oppositionsführer Robert Fico und der größten Fraktion im Parlament, der SMER als geschäftsführend geduldet.

### Spanien
Auf kommunaler und regionaler Ebene sind Koalitionen durchaus üblich. Auf gesamtspanischer Ebene jedoch regierten seit den ersten freien Wahlen 1977 bis 2020 die großen Parteien UCD, PSOE oder PP jeweils allein, entweder mit absoluter Mehrheit oder als Minderheitsregierung. Von 1977 bis 1982 regierten UCD-Minderheitsregierungen. Danach regierte bis 1989 die PSOE mit absoluter Mehrheit. 1989 errang die PSOE genau die Hälfte der Sitze in der Deputiertenkammer. Sie erreichte 1993 nur noch 159 der 350 Sitze, regierte aber ohne Mehrheit weiter. Bei der vorgezogenen Parlamentswahl 1996 errang die PP die relative Mehrheit, PP-Chef Aznar bildete eine Minderheitsregierung. Die PP errang im Jahr 2000 die absolute Mehrheit. Von 2004 bis 2011 war Zapatero Chef einer PSOE-Minderheitsregierung. Ab Dezember 2011 regierte die PP mit absoluter Mehrheit, ab dem Mehrheitsverlust bei den Wahlen 2015 aber zunächst geschäftsführend, nach dem Scheitern einer Regierungsbildung und den Neuwahlen 2016 mit erneut ähnlichen Mehrheitsverhältnissen schließlich unter Duldung der PSOE als Minderheitsregierung.

### Tschechien
Auch Tschechien wurde in der jüngsten Geschichte öfter von einer Minderheitsregierung regiert:
Der Mitte-rechts-Regierung von Václav Klaus fehlte nach den Wahlen 1996 genau eine Stimme zur Mehrheit der Sitze. Da damals weder eine politische Zusammenarbeit mit der kommunistischen Partei KSČM noch mit den extremen Rechten im Parlament gewünscht wurde, unterstützten die Sozialdemokraten ČSSD die Regierung bis zu deren Auseinanderbrechen 1997 aufgrund interner Streitigkeiten in der größten Regierungspartei ODS. Den Weg in die Neuwahl führte eine aus hohen Beamten zusammengesetzte Übergangsregierung unter Josef Tošovský, die vom Parlament mit einer entsprechenden Mehrheit legitimiert wurde.
Der sozialdemokratische Ministerpräsident Miloš Zeman bildete nach den vorgezogenen Wahlen 1998 nach erfolglosen Verhandlungen mit den bürgerlichen kleineren Parteien ebenfalls eine Minderheitsregierung, die im Parlament ihrerseits auf Grundlage des sog. Oppositionsvertrages wiederum von der zweitstärksten Fraktion, der ODS, getragen wurde. Zwar war die ODS selbst nicht mit Ministern in der Regierung vertreten, aber es gab ähnlich wie in einer Koalition gemeinsame Gremiensitzungen zwischen den Partnern, in denen politische Übereinkünfte erzielt wurden. Diese Regierung war die volle Legislaturperiode bis 2002 in Amt.
Auch die Regierungen von Mirek Topolánek (2006–2009) bildeten Minderheitsregierungen: Zunächst hatte Topolánek nach einem Patt im Parlament zwischen rechten und linken Lager nach den Wahlen versucht, eine Neuauflage des Oppositionsvertrages zu erreichen. Er scheiterte aber an der Ablehnung seiner aus ODS-Mitgliedern und Parteilosen gebildeten ersten Regierung durch die ČSSD unter Vorsitz von Jiří Paroubek. Daraufhin bildete er im zweiten Anlauf eine Koalitionsregierung mit den kleineren bürgerlichen Parteien im Parlament, die im Parlament jedoch nur 100 von 200 Sitzen und damit für eine stabile Regierungsarbeit genau einen Sitz zu wenig auf sich vereinigte. Die parlamentarische Arbeit wurde allerdings von zwei Überläufern aus der sozialdemokratischen ČSSD abgesichert, die zwischenzeitlich aus ihrer Fraktion ausgetreten waren. Allerdings erwies sich dieses Modell – nachdem seinerseits wiederum mehrere Abgeordnete die regierungstragenden Fraktionen verlassen hatten – als nicht mehr tragfähig und wurde durch ein Misstrauensvotum des Parlamentes im Frühjahr 2009 gestürzt. Aufgrund des Fehlens einer eindeutigen Mehrheit im Parlament wurde Tschechien daher bis zum Ende der Legislatur wiederum von einer Beamtenregierung unter Jan Fischer geführt, die sich im Parlament auf eine breite Mehrheit stützen konnte.
Im Juli 2013 kam es nach dem Rücktritt der amtierenden Regierung unter Petr Nečas erneut zur Bildung eines Beamtenkabinetts unter Jiří Rusnok, der faktisch keine Mitglieder der im Parlament vertretenen Parteien angehörten. Diese Regierung fiel zwar bei der Vertrauensabstimmung im Parlament durch. Da es im Parlament jedoch auch keinerlei Mehrheit für eine andere Regierung gab, löste es sich kurz nach der Vertrauensabstimmung per Beschluss selbst auf. Das Kabinett regiert seitdem als geschäftsführend bis zu den vorgezogenen Wahlen weiter. Auch die zwischen 2017 und 2021 amtierenden Regierungen Andrej Babiš I und Andrej Babiš II hatten keine eigene parlamentarische Mehrheit.

### Japan
In Japan sind Minderheitsregierungen selten, da das Unterhaus des nationalen Parlaments, das bei der Premierministerwahl das Oberhaus immer überstimmen kann, früher ausschließlich, heute mehrheitlich durch Mehrheitswahl gewählt wird, was meist klare Mehrheiten hervorbringt. Sie kamen dennoch vor: während der Besatzungszeit nach dem Pazifikkrieg, als sich das Parteiensystem noch neu formierte, und zuletzt während der Parteiumbildungen der 1990er Jahre: 1994 das Kabinett Hata, das durch den Austritt der Sozialisten während der Regierungsbildung in beiden Kammern ohne Mehrheit war und nach rund zwei Monaten durch die sich nun formierende (zumindest anfangs: Große) Koalition aus Liberaldemokraten und Sozialisten gestürzt wurde, und rein numerisch anfangs auch 1996 das zweite Kabinett Hashimoto, das aber über eine Kooperationsvereinbarung mit den Sozialdemokraten beide Parlamentskammern kontrollierte und durch Beitritte bald eine eigene absolute Mehrheit im Unterhaus gewann. Im Zuge der Unterhauswahl 2024, bei der die bisherige Regierungskoalition ihre Mehrheit verlor, aber auch kein anderes, geschlossenes Oppositionsbündnis eine andere Mehrheit zusammenstellen konnte, gibt es mit dem zweiten Kabinett Ishiba erneut eine Minderheitsregierung, die in der Gesetzgebung auf Kooperation mit Oppositionsparteien angewiesen ist.
Häufiger war in den letzten Jahrzehnten der Fall, dass eine Regierungskoalition zwar über eine Unterhausmehrheit verfügt, aber nicht über eine Oberhausmehrheit, ein sogenanntes „verdrehtes Parlament“ (Nejire Kokkai). Darin erfordert die Gesetzgebung entweder gegebenenfalls eine Zweidrittelmehrheit der Regierung im Unterhaus, die es ermöglicht, das Oberhaus zu überstimmen, oder Verhandlungen mit Teilen der Opposition – für jedes einzelne Gesetz oder in einer längerfristigen Kooperationsvereinbarung mit einzelnen Parteien oder Fraktionen.
Unter der Reichsverfassung war das Kabinett zumindest formal nicht von Parlamentsmehrheiten abhängig, auch wenn die Verfassungspraxis im 20. Jahrhundert während der sogenannten Taishō-Demokratie Ansätze eines parlamentarischen Systems entwickelte.
Auf Präfektur- und Kommunalebene gibt es heute im Gegensatz zum parlamentarischen System auf nationaler Ebene ein Präsidialsystem mit direkt gewählten Gouverneuren und Bürgermeistern.

## Nomenklatur
In den Medien hört und liest man hin und wieder von einer „Minderheitenregierung“. Diese Bezeichnung ist insofern irreführend, als nicht nur verschiedene Minderheiten eine Regierung bilden, sondern speziell die gebildete Regierung eine Minderheit gegenüber der Opposition darstellt. Auch eine übliche Regierung wird von Fraktionen getragen, deren zugehörige Parteien bei der Wahl jede für sich weniger als 50 % der Wählerstimmen erhalten haben. Allerdings sind weder „Minderheitsregierung“ noch „Minderheitenregierung“ Rechtsbegriffe und werden nicht im Grundgesetz erwähnt.